# Trójdźwięk jednoimienny
Trójdźwięki jednoimienne to trójdźwięki o tej samej nazwie, mające taką samą prymę, ale różny tryb (durowy lub molowy, np. C-dur (c-e-g) oraz c-moll (c-es-g). Trójdźwięki jednoimienne różnią się jedynie tercją akordu, co wynika z innego materiału dźwiękowego obu skal.

## Trójdźwięki jednoimienne w konstrukcji harmonicznej
Trójdźwięki jednoimienne łączy się według zasad powtórzenia akordu, jednak zmiana chromatyczna (w praktyce jest to zamiana tercji wielkiej na małą lub odwrotnie) musi być dokonana w tym samym głosie. Zmiana chromatyczna dokonana między dwoma różnymi głosami powoduje powstanie ukośnego brzmienia półtonu, które w harmonii klasycznej w przypadku łączenia trójdźwięków jednoimiennych jest niedozwolone.